# 西村文江

西村 文江（にしむら ふみえ）は、日本のアナウンサー、フリーナレーター、朗読講師。J-WAVE、NACK5の元アナウンサー。
関東の大手私鉄の車内ナレーションを多く担当する。

## 来歴
北海道北見市出身。北海道北見北斗高等学校卒業。駒澤大学文学部国文学科および テレビタレントセンター出身。
FM放送「J-WAVE」、「NACK5」のニュースアナウンサー、のちにスターダス・21に所属していた。
横浜アナウンス学院のハイパーボイス講師と日本語教師ならびに東京アナウンス学院講師を務める。
日本女性放送者懇談会会員。

鉄道車内放送の日本語放送のトップで、三浦七緒子とシェアを分け合う ほか、水谷ケイコは「私鉄の女王」と呼ぶ。

## 人物
- 趣味:手話、読書、演劇鑑賞、歌、ラケットボール、空手
- 資格:漢字検定準一級

## 出演

### 番組
- NACK5のニュースアナウンサー
- 日曜ビッグバラエティのナレーション
- テレビ東京「JMAテレビショッピング」のナレーション
- 内閣府広報番組「政府の窓」ナレーション
- NACK5「高校野球速報」
- RFラジオ日本「ポルタ歌の街角」MC
- RFラジオ日本「民謡ふるさと列車」MC
- RFラジオ日本ラジオドラマ「梅の鬼」
- RFラジオ日本「給水塔の夜明け」ナレーション
- RFラジオ日本交通情報アナウンサー
- JFN「ラジオショッピング」アナウンサー
- フジテレビ「Shimurax」

### ナレーション
- 朗読会「セブンキャット」
- 語りの会「けやき会」[5]
- 朗読会「月島の会」[6]

### 担当路線
- 京王電鉄[3]
- 小田急電鉄[3]
- のと鉄道[3]
- 都営地下鉄（新宿線を除く）[3]
- 東急電鉄・横浜高速鉄道[3]
- あいの風とやま鉄道[3]
- 江ノ島電鉄[3]
- 小田急箱根[3]
- 上田電鉄[3]
- 千葉都市モノレール[3]
- 東海旅客鉄道の在来線特急（「踊り子」を除く[注 1]）[3]
- 伊賀鉄道[3]
- 西日本旅客鉄道の一部[3]